# Micrapion dolichum
Micrapion dolichum är en stekelart som beskrevs av Boucek 1974. Micrapion dolichum ingår i släktet Micrapion och familjen Leucospidae.
Artens utbredningsområde är Zimbabwe. Inga underarter finns listade i Catalogue of Life.